# Sha Tau Kok

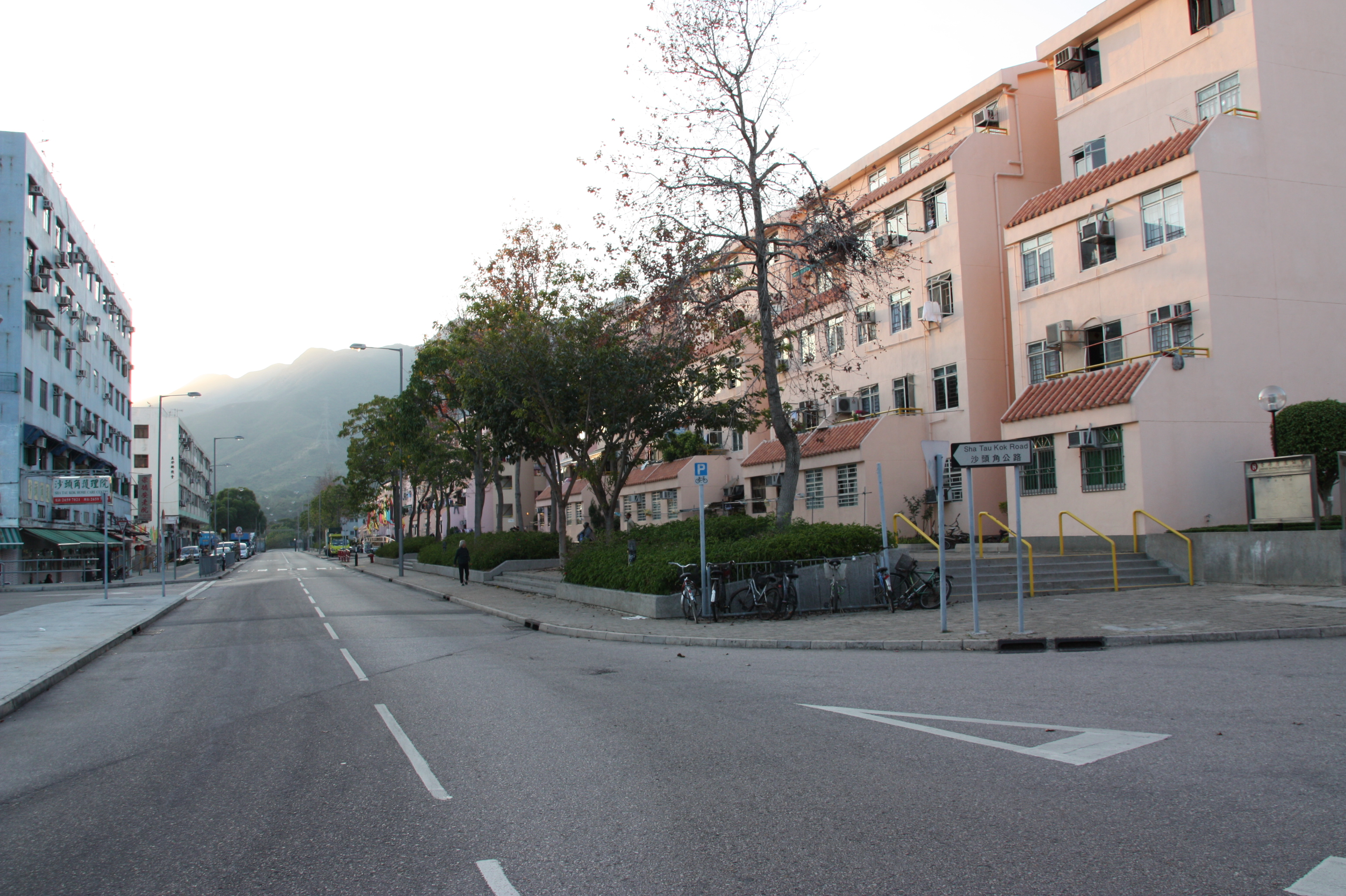
Straat in Sha Tau Kok

Sha Tau Kok is een dorp in het noordoosten van de Hongkongse New Territories. De meeste bewoners zijn van Hakka afkomst of van Hoklo-afkomst. Het dorp ligt aan de zee Sha Tau Kok Hoi (Starling Inlet). Sha Tau Kok behoort tot de Frontier Closed Area. Toegang tot het gebied wordt bemoeilijkt om immigratie van het Chinese Vasteland naar Hongkong te voorkomen. Het dorp ligt aan de grens met het Chinese Vasteland en is een van de vier officiële grensovergangen.
De Hakka waren traditioneel werkzaam in de landbouw en de Hoklo waren traditioneel werkzaam in de visserij. Tegenwoordig zijn er nog maar weinig mensen die in deze beroepssectoren werken. Veel dorpelingen zijn verhuisd naar het stedelijk gebied van Hongkong om een hoger inkomen te krijgen. Een deel van hen keert 's weekends terug naar hun huizen in het dorp.